# NGC 5226
NGC 5226 é uma galáxia espiral (S) localizada na direcção da constelação de Virgo. Possui uma declinação de +13° 55' 17" e uma ascensão recta de 13 horas, 35 minutos e 03,6 segundos.